# Stortjärnen (Arvidsjaurs socken, Lappland, 731181-166979)
Stortjärnen är en sjö i Arvidsjaurs kommun i Lappland och ingår i Piteälvens huvudavrinningsområde. Sjön har en area på 0,0763 kvadratkilometer och ligger 335,8 meter över havet.

## Delavrinningsområde
Stortjärnen ingår i det delavrinningsområde (731131-167016) som SMHI kallar för Inloppet i Lullejaure. Medelhöjden är 366 meter över havet och ytan är 7,22 kvadratkilometer. Räknas de 6 avrinningsområdena uppströms in blir den ackumulerade arean 52,97 kvadratkilometer. Lullejaurbäcken som avvattnar avrinningsområdet har biflödesordning 3, vilket innebär att vattnet flödar genom totalt 3 vattendrag innan det når havet efter 151 kilometer. Avrinningsområdet består mestadels av skog (79 procent) och sankmarker (17 procent). Avrinningsområdet har 0,29 kvadratkilometer vattenytor vilket ger det en sjöprocent på 4 procent.